# 山尾薬品
山尾薬品株式会社（やまおやくひん）は、京都府京都市下京区東堀川道高辻下ル五軒町385に本社を置く、医薬品・医療機器・医療用検査試薬・介護用品・健康食品・一般用医薬品等の卸売販売を行う企業であった。現在はアルフレッサである。京都地区では売上高3位、滋賀地区売上高4位。

## 概要
- 設　立 1948年（昭和23年）11月30日
- 資本金 8,000万円
- 代表取締役社長　清水正巳
- 従業員　317名

## 沿史
- 1936年（昭和11年）7月　山尾一二が、京都府京都市南区に「山尾薬局」創業
- 1941年（昭和16年）　「京都医薬品配給統制株式会社」発足
- 1948年（昭和23年）12月資本金50万円で「株式会社山尾一二商店」設立
- 1949年（昭和24年）6月　京都市下京区河原町五条上ルに本社を新築移転
- 1963年（昭和38年）6月東京都に「大鵬薬品工業株式会社」（大塚製薬と全国の主要卸業者が出資して設立された企業である）を設立。滋賀地区独占販売契約を締結。大鵬薬品は1県1社代理店制度を採用する
- 1964年（昭和39年）
  - 3月　京都市下京区東堀川通高辻下ル五軒町385に本社新築移転
  - 11月 奈良営業所を開設
- 1966年（昭和41年）
  - 2月　資本金2,100万円に増資
  - 6月　滋賀営業所を開設
- 1967年（昭和42年）5月　高槻営業所、綾部営業所を開設
- 1968年（昭和43年）1月「山尾薬品株式会社」に商号変更
- 1971年（昭和46年）
  - 2月　資本金4,500万円に増資
  - 5月　東大阪営業所を開設
- 1972年（昭和47年）12月　「共和薬品株式会社」を吸収合併し「東滋賀営業所」として発足
- 1977年（昭和52年）
  - 2月　資本金8,000万円に増資
  - 6月　西滋賀営業所を開設
- 1984年（昭和59年）3月　豊中営業所を開設
- 1987年（昭和62年）4月　舞鶴営業所を開設
- 1988年（平成1年）12月　京都南営業所を開設
- 1994年（平成6年）4月1日「日本商事株式会社」に吸収合併される

## 営業所
- 京都府
  - 京都南営業所 - 京都府京都市
  - 舞鶴営業所 - 京都府舞鶴市
  - 綾部営業所 - 京都府綾部市
- 滋賀県
  - 滋賀営業所 - 滋賀県近江八幡市
  - 西滋賀営業所 － 滋賀県滋賀郡志賀町（現：大津市）
  - 東滋賀営業所 - 滋賀県彦根市
- 大阪府
  - 高槻営業所 - 大阪府高槻市
  - 豊中営業所 - 大阪府豊中市
  - 東大阪営業所 - 大阪府東大阪市
- 奈良県
  - 奈良営業所 - 奈良県奈良市

## 主な取引メーカー
- 藤沢薬品
- エーザイ
- 山之内製薬
- 萬有製薬
- 科研製薬